# Nový Světlov
Nový Světlov je původně hrad přestavěný na zámek v tudorovském stylu v městě  Bojkovice v okrese Uherské Hradiště, který byl střediskem světlovského panství.

## Historie

### Středověk

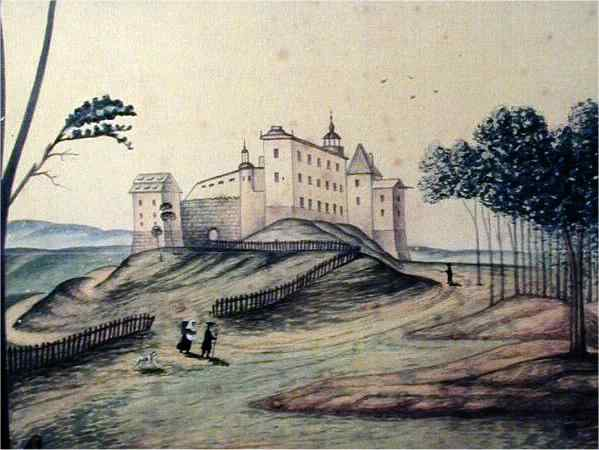
Zámek Nový Světlov – kresba

Hrady na pomezí Slovenska a Moravy byly ve středověku budovány zejména proto, aby bránily pustošivým nájezdům loupeživých hord z Uher. Název Světlov má patrně původ i v tom, že v případě nebezpečí se z těchto hradů signalizoval ohněm stav ohrožení dále do vnitrozemí. Původní hrad Světlov je dnes znám pod jménem Starý Světlov.
V polovině 15. století patřilo světlovské panství Landštejnům, kteří okolo roku 1480 starý hrad Světlov opustili, protože byl v průběhu česko-uherských válek poničen. Proto si bratři Ctibor a Jaroslav z Landštejna postavili před r. 1480 nad soutokem Olšavy a Koménky u Bojkovic hrad Nový Světlov. Vybudován byl v pozdně gotickém slohu a převzal strategickou funkci Starého Světlova i někdejší Bojkovické tvrze. Tvořil jej nepříliš rozsáhlý hradní palác s věží.
V r. 1527 byl hrad prodán Burianu z Vlčnova. Nový majitel se při bojích o český trůn po smrti Ludvíka Jagellonského (1526) postavil na stranu Jana Zápolského. Proto mu byl hrad se statkem konfiskován. Vzápětí jej však získal zpět. Burianem vymřel rod z Vlčnova po meči.
V 16. století hrad často střídal majitele. Po krátké držbě Bilíků z Kornic přešel pak hrad s majetky do rukou Kateřiny z Vlčnova, která jej dala v polovině 16. stol. významně přestavět. V době narůstajícího tureckého nebezpečí nechala vybudovat další hradby a rozšířit podhradí, čímž se areál hradu podstatně zvětšil. Letopočet dokončení přestavby 1555 se nachází dodnes nad vchodem do musea.
Od roku 1563 přešel hrad s majetky do rukou rodu Tetourů z Tetova. Za nich byl hrad koncem 16. stol. přestavěn a podstatně rozšířen z gotického slohu na renesanční. Od roku 1594 získal hrad Jan Jetřich z Kunovic. Z roku 1605, kdy byl hrad právě v držení Jana Jetřicha z Kunovic, se připomíná tragická událost. Hrad byl obležen Bočkajovci, uherskými povstalci. Na 400 obyvatel Bojkovic se před útočníky ukrylo na hradě. Hejtman hradu je však vydal obléhatelům a na místě, kde dnes stojí barokní sousoší, byli všichni popraveni. Útočníci hrad nedobyli, ale okolní obce vypálili a obyvatelstvo povraždili. Jan Jetřich z Kunovic však záhy předal panství své sestře Anně Marii, jejíž manžel Zdeněk Žampach z Potštejna byl znám svým tvrdým postojem k poddaným.
V r. 1610 získal panství Hanuš Petřvaldský z Petřvaldu, který je prodal v r. 1613 Františku Serenyimu. Serényiové se sice aktivně účastnili stavovského povstání v l. 1618-1620, ale po Bílé hoře nebyli zvlášť tvrdě potrestáni. Zaplacením pokuty ve výši 5000 zlatých moravských jim bylo panství ponecháno a v r. 1656 byli dokonce povýšeni do hraběcího stavu.
Podstatné škody utrpěl hrad při trojnásobném útoku turecko-tatarských vojsk v r. 1663, ale dobyt nebyl. Stejně se nedařilo Švédům v l. 1645-46. Ti po několikerém marném obléhání odtáhli s nepořízenou. Hrad byl totiž důkladně opevněn a odolal dokonce i pozdějším kuruckým útokům v l. 1703-1709. Po všech těchto konfliktech byl hrad v druhé polovině 17. století ještě dále upravován. Gabriel Serényi, jenž převzal světlovské panství po Františkově smrti, zemřel v r. 1664 a své majetky zanechal synům Františku a Janu Karlovi. Ti si majetek rozdělili, přičemž Hrad Světlov připadl Janu Karlovi. Po jeho brzké smrti a dosažení plnoletosti se správy rodových statků ujal nejstarší syn Karel Antonín, který zemřel roku 1746 bez mužských potomků. Panství dědila jeho dcera Karolína, ta však zemřela již za čtyři roky a panství přešlo na jejího manžela Josefa Guiarda hraběte ze St. Julien.
Za Serenyiů a St. Julienů byla dokončena výstavba velkého paláce, obytná věž byla snížena na úroveň okolních budov, přibyly také budovy přistavěné k oblouku hradby jádra.
Tři synové Josefa Guiarda St. Julien z jeho druhého manželství prodali roku 1803 Světlov Žofii Haugvicové z Biskupic.

### 19. století

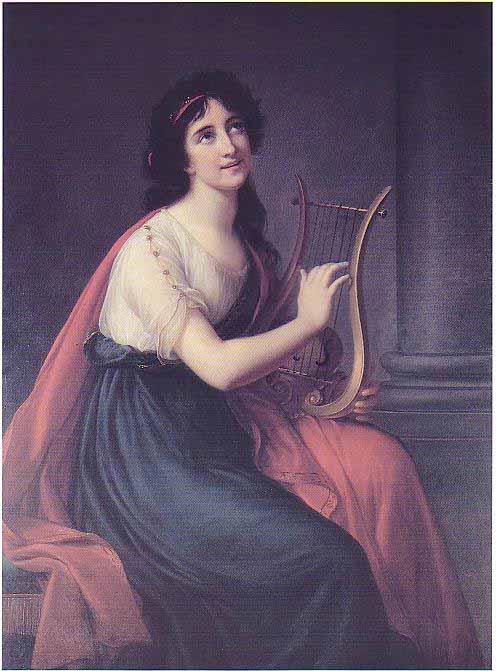
Sofie Haugwitz

V roce 1803 koupila panství za 277 000 zlatých Žofie Haugvicová z Biskupic (†1835). Tato velmi vzdělaná dáma učinila z hradu kulturní centrum tehdejší doby. Na hradě byla prováděna díla W. A. Mozarta a L. van Beethovena. Zajížděl sem i Josef Mánes, který vyučoval její dceru Jindřišku malířství. Jindřiška Haugvicová, později provdaná za karvinského velkoprůmyslníka Larische-Mönnicha pak v r. 1835 Nový Světlov zdědila. Larisch-Mönich pak hrad nechal v letech 1846-1856 přestavět na zámek ve stylu anglické tudorské gotiky. Přestavbu hradu provedl vídeňský architekt Eduard Kuscher. Zámek je jednopatrová půlkruhová budova s cimbuřím a čtyřbokou věží po straně. Konečná podoba připomíná zámek arciknížete Maximiliána I. Habsburského poblíž Terstu, takže se mu někdy také říká „slovácké Miramare“. Italský architekt Vitalino Fumugalli přeměnil jižní část obory v anglický park se skleníky se subtropickou flórou, kde i v zimě dozrávaly tropické plody.

### 20. století

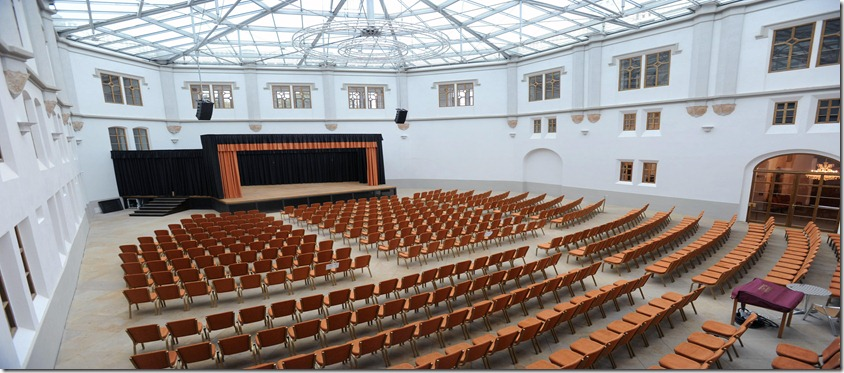
Koncertní aréna

Na přelomu 19. století se majitelé na Světlovu rychle střídali – v r. 1906 byl prodán uherskému šlechtici Aladaru Kereczenyimu, od něj jej koupil v následujícím roce Jiří Lubomirski. V exekuční dražbě získala panství v r. 1924 Pozemková banka v Praze. V r. 1926 se panství stalo součástí zbytkového statku vlastnictví manželů Ladislava a Jarmily Zbořilových, za nichž byl zámek znovu upravován. V roce 1946 patřil zámek rodině Rolných. Její potomci zámek na počátku devadesátých let zrestituovali a rekonstruovali na hotel. Podnikání však nebylo úspěšné a firma Rolný Nový Světlov skončila v konkurzu.
V letech 1957–2008 bylo v zámku umístěno Muzeum Bojkovska, které je nyní přestěhováno do centra města Bojkovice.

### Současnost
V roce 2003 koupila zámek společnost BESS BUILDING s.r.o., jejímž vlastníkem je Ing. Josef Novotný. V červnu 2007 založili Ing. Josef Novotný, společnost BESS BUILDING s.r.o. a Město Bojkovice obecně prospěšnou společnost Zámek Nový Světlov Bojkovice, o.p.s., která získala dotaci na rekonstrukci zámku. V červnu 2011 byla velká rekonstrukce, při níž došlo k nadstřešení zámeckých nádvoří, ukončena. Pro veřejnost byl zámek slavnostně otevřen 9. června 2011. V prostorách hlavního nádvoří se nyní nachází nová hudební a divadelní aréna. V areálu zámku je nyní rovněž hotel, restaurace a parkoviště.

## Galerie

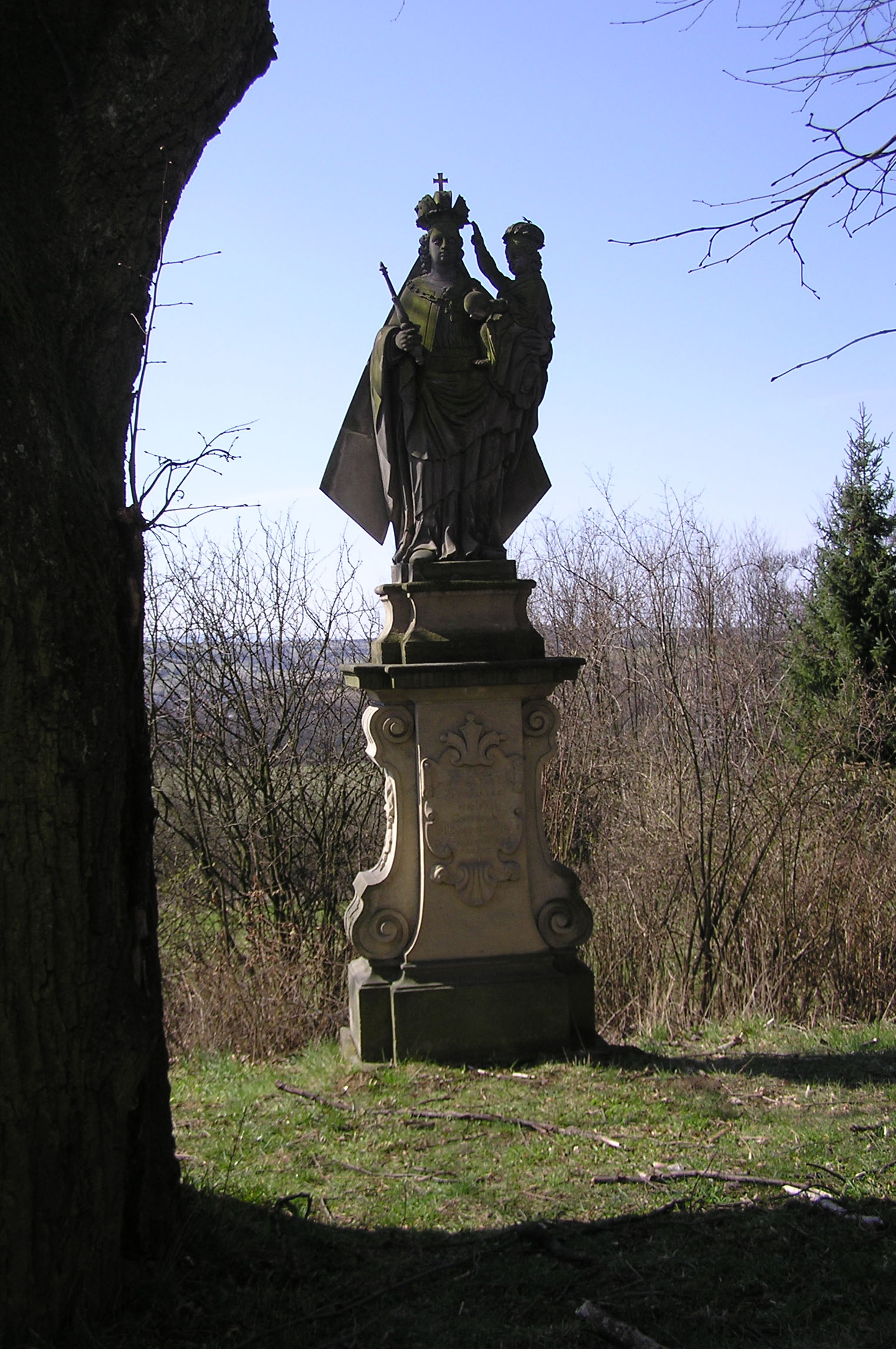
Socha na zámku
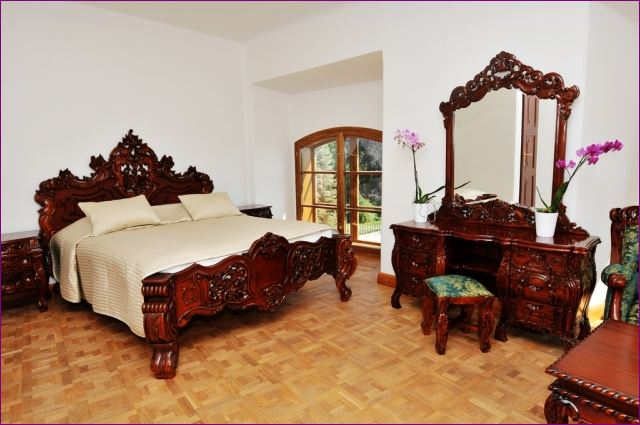
Současný interiér zámku
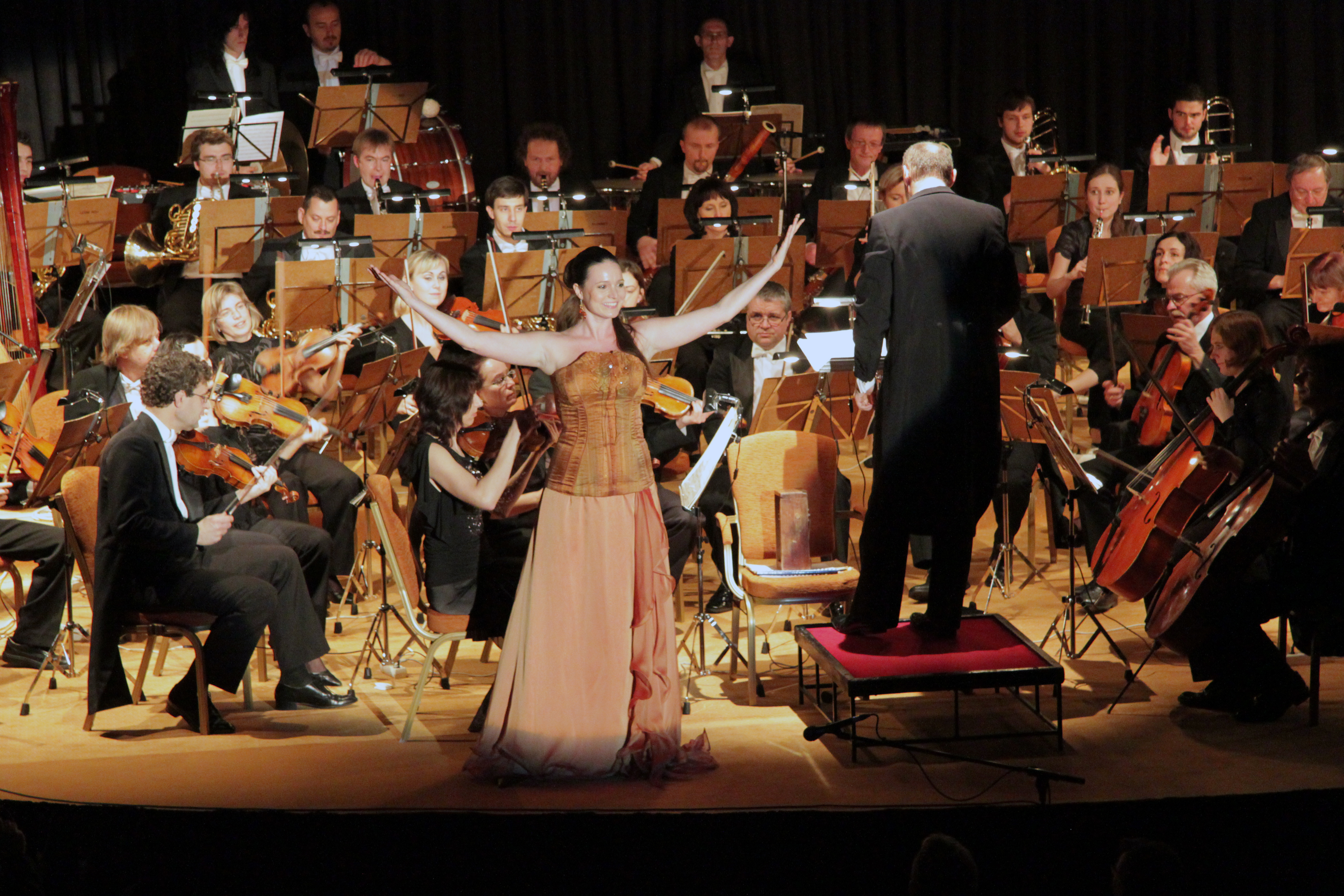
Novoročný koncert 2013 na zámku
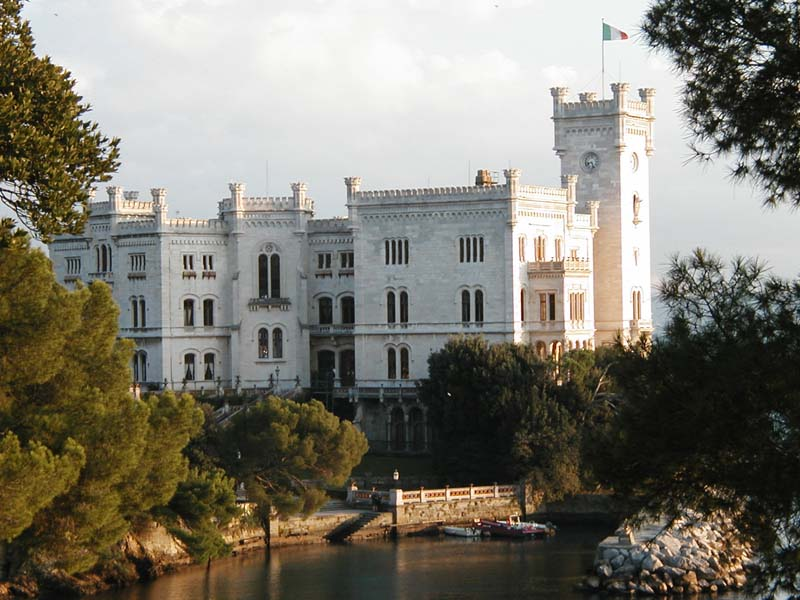
Zámek Miramare v Terstu